# Avambraço
O avambraço é um item de armadura do período medieval, que buscava proteger a parte inferior do antebraço que correspondia do cotovelo ao pulso.

## Características
O avambraço caracteriza-se como parte da evolução dos braçais duplos; ele era forjado de algum variado metal, composto por duas placas que se uniam por fivelas ou gonzos extermos e que se fechavam em torno da parte superior do braço. Sua denominação por tal nome ocorreu por volta do termino do século XIII.